# 蒙索勒
蒙索勒（法語：Monsols，法語發音：[mɔ̃sɔl]）是法国罗讷省的一个旧市镇，属于索恩河畔自由城区。2019年，蒙索勒与临近的7个市镇合并为新市镇德格罗讷，蒙索勒为新市镇行政中心。

## 地理
蒙索勒（46°13'10"N, 4°31'12"E）面积19.82 平方千米，位于法国奥弗涅-罗讷-阿尔卑斯大区罗讷省，该省份为法国中东部省份，北起顺时针与索恩-卢瓦尔省、安省、里昂大都会、伊泽尔省和卢瓦尔省接壤。
与蒙索勒接壤的市镇（或旧市镇、城区）包括：圣克里斯托夫、乌鲁、普罗皮耶尔、聖博內德布呂耶爾、圣伊尼德韦尔、莱萨尔迪亚。

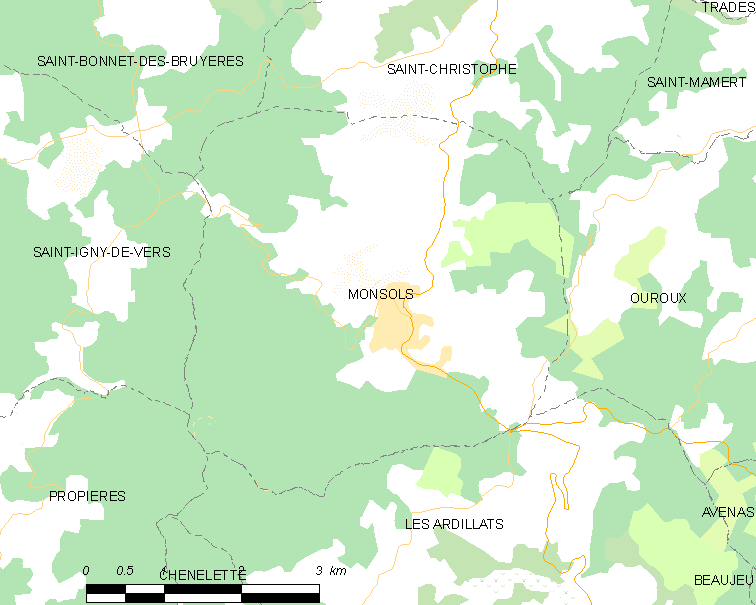
蒙索勒的OSM定位图

蒙索勒的时区为UTC+01:00、UTC+02:00（夏令时）。

## 行政
蒙索勒的邮政编码为69860，INSEE市镇编码为69135。

## 政治
蒙索勒所属的省级选区为蒂济莱布尔县。

## 人口

1962-2008年间蒙索勒人口变化图示

蒙索勒于2018年1月1日时的人口数量为913人。